# Thor Nielsen
Thor Nielsen (* 11. Juli 1959 in Kopenhagen) ist ein ehemaliger dänischer Kanute.
In den 1980er- und 1990er-Jahren konnte Nielsen bei Kanurennsportweltmeisterschaften diverse Erfolge feiern. Darunter zwei Titel; einmal im Kajak-Einer bei den Weltmeisterschaften 1993 in seiner Heimatstadt Kopenhagen, einmal im Kajak-Zweier bei den Wettkämpfen in Mexiko-Stadt. Daneben erreichte er drei weiter Podiumsplätze.
Auch bei Kanumarathon-Weltmeisterschaften war er erfolgreich: bei den ersten beiden Austragungen gewann er im Kajak-Zweier mit Lars Koch jeweils Gold; einige Jahre später im Einzel noch einmal Silber.
Nielsen nahm an den Olympischen Sommerspielen 1992 und denen 1996 teil und brachte als bestes Resultat zwei sechste Plätze mit nach Hause.
Nach seiner Karriere als aktiver Sportler wurde er Trainer des dänischen Kanuverbandes.